# Ань Лушань
Ань Лушань (кит.: 安禄山; піньїнь: Ān Lùshān; 703–757) — китайський цзедуши («намісник прикордонного військово-адміністративного округу») тюрко-согдійського походження, який був лідером повстання в 755—763 рр., проголосив себе імператором і намагався заснувати династію Янь на заміну тогочасній династії Тан (618—907). Попри свій провал, його повстання спричинило кардинальні соціальні та економічні зміни в імперії.

## Походження та ранні роки життя
Ань Лушань народився у 703 році в Інчжоу(тепер Чаоян, провінція Ляонін, Китай). Предки Ань Лушаня належали до согдійців, які були включені до складу східних тюрків. Його батько був согдійським купцем, який служив Тюркському каганату, а мати була тюркською княжною і володіла чаклунським ремеслом.
Прізвище Ань було похідним від китайської назви Бухара в Согдіані (нинішній Узбекистан) і патронімом другого чоловіка його матері. Тоді як ім'я Лушань, яке йому дали при народженні — це синізована форма іранського слова «світло».
Східні тюрки, чиє панування в Монголії датується VI століттям, були завойовані китайським імператором Тай-Цзуном на початку династії Тан, але невдовзі здобули незалежність і на момент народження Ань Лушаня були вільними від танів. Смерть їхнього правителя Капагана-кагана в 716 р. спричинила безлад і міжусобиці, тому родина Ань Лушаня шукала притулку в Китаї(існує інша версія, що Ань Лушань працював торговцем на ринку, де його звинуватили у крадіжці овець і засудили до страти, тому він втік).
Якраз у той час імператор Сюань-цзун (правління 712—756) давав можливість солдатам некитайського походження, таким як Ань Лушань, служити в китайській прикордонній армії. Перший міністр династії Тан, Лі Ліньфу, також, сприяв їхньому просуванню на ці посади, адже він боявся, що високопотавленні корінні китайці зможуть негативно вплинути на його авторитет при дворі.
Маленький хлопчик перетворюється на чоловіка міцної статури, великого і високого, що має рідкісну фізичну силу. Він вступає на службу до китайського офіцера.

## Початок кар'єри
Військова кар'єра Лушаня почалася на північно-східному кордоні імперії Тан в теперішній провінції Ляонін. Його знання прикордонних діалектів дозволяє приносити користь в областях, де постійно відбуваються набіги «варварів». У 736 році він, командуючи дивізією, програв битву киданям, за що був засуджений до страти. Проте Ань Лушань був людиною не простою: він поєднував у собі тюркську неприборканість з китайською хитрістю, він однаково вмів лестити і воювати, лицемірити і карати, тому зумів виправдатися перед імператором.
Більше того, він відзначився світлим розумом, спритністю у промовах, музичним хистом і знанням наук, «умів догодити імператору (Сюань-цзуну), і той його любив». Знаючи продажність палацових дармоїдів, він не шкодував грошей на хабарі, і тому піднесення його йшло швидко. Як військовий губернатор він часто відвідував столицю і став улюбленцем імператора та його дружини, красуні Ян-гуйфей.
Настільки великою була прихильність до нього при дворі, що одного разу (обмотавши величезними дитячими пелюшками) його провели на фіктивну церемонію усиновлення до Ян-гуйфей. Під її заступництвом, Ань Лушань стрімко рухався по кар'єрній драбині. Також, він заробив собі авторитет воюючи на північно-західному кордоні імперії Тан (741—755). Так він допоміг відбити киданів (751—752 рр.) і здобув великий вплив при дворі.
У цей час при дворі йшла боротьба між «аристократами» (членами високопоставлених сімей) і «вченими», які отримали посади шляхом складання іспитів. Вождь останніх, Лі Ліньфу, перший міністр, здобувши перемогу, став просувати на військові пости зовсім безграмотних кочівників, вважаючи їх безпечними та корисними для себе. Такий розвиток подій давав ще більші можливості для Ань Лушаня. У 744 р. під час військової реформи, він отримав корпус у Пінлу, у Маньчжурії; у 744 р. йому вдалося отримати ще корпус у провінції Фаньян, у центральній частині Ордоса, а в 751 р. — корпус у Хедуні, на півночі Ордоса. Ань Лушань став губернатором трьох великих прикордонних провінцій на північному сході, що надало йому контроль над східною половиною кордону Китаю, і поставило під його впорядкування 40 відсотків сил імперії Тан. Під рукою Ань Лушаня опинилося 150 — 200-тисячне військо, основу якого становили «варвари»-найманці (насамперед войовничі монголомовні кидані). Маючи в своєму розпорядженні великі прибутки від підлеглих йому провінцій, Ань Лушань навіть зумів зібрати власну армію з восьми тисяч вибраних військових. Також, віддані Ань Лушаню согдійскі купці були розіслані ним вести торгівлю по всіх дорогах, тому водночас вони і доповідали йому про ситуацію в імперії.

Про армію Ань Лушаня, порівнюючи його з древнім переможцем народу хунну, писав великий поет Ду Фу в 751 році у вірші «У поході за Велику стіну (на киданя)»: 
Ми вийшли вранці з табору, що біля воріт Лояна, І непомітно в сутінках зійшли на Хеянскій міст.
Розшите золотом прапор захід висвітлив багряний, Іржання коней військових вітер колом розніс.
На рівному піску усюди розкинулися наші намети, Вишикувалися загони і перекличка чутна.
Нічний спокій охороняють військові порядки, І з середини неба за ними стежить місяць.
Кілька флейт зітхнули сумними голосами, І лицарство зітхнули, дивлячись у нічну синь.
Якщо запитати у воїнів — хто командує вами?

Напевно вони дадуть відповідь — командує Хо Кюй-Бінь.

## Повстання Ань Лушаня
У 752 р. Лі Ліньфу помер, і між Ань Лушанем та Ян Го-чжуном (двоюрідним братом Ян-гуйфей), який замінив попереднього Лі Ліньфу на посаді першого міністра, виник конфлікт. Він був спричинений тим, що саме Ань Лушань сподівався бути призначеним на цю посаду, адже на той час він був наймогутнішим генералом в імперії. Ян Го-Чжун, спостерігаючи за активною діяльністю суперника, збільшенням його військ, об'єднанням прикордонних володінь в його руках, зрозумів критичність своєї ситуації і потребу у невідкладних діях.
Він міг напасти і знищити прихильників Ань Лушаня при дворі, та не зумів створити для цього війська, тому пішов іншим шляхом: почав проти нього судову справу, звинуваючи Ань Лушаня у зрадницьких задумах (саме після цього Ян-гуйфей вирішила усиновити Ань Лушаня). Ань Лушань не відступив і особисто з'явившись в столиці, блискуче виправдався перед судом і навіть видав нагороди 2500 офіцерам (це було йому необхідно перед задуманим повстанням). У 755 році він просив замінити 32 вищих офіцерів з китайців на обраних ним кочівників. Незважаючи на опір Ян Го-Чжуна, імператор це прохання задовольнив.
Проте у той час з'явилися негаразди в політичній верхівці імперії. Ось як про цей період пише Рубель В. А.:
|  | Всі вищі чиновничі посади при дворі посіли родичі Ян-гуфей. Правління кліки Ян завело в безвихідь державний механізм імперії. Армію кинули у безглузду війну проти держави Наньчжао, де кліматичні умови виявилися нестерпними для корінних ханьців: «Війська потрапили у болота, страждали від недостатнього постачання харчами, тому з кожних десяти вояків загинули 8-9. Загалом 200 тисяч мобілізованих були кинуті у це смертоносне місце, і жодне колесо від колісниці не повернулося. Люди затамували злобу, не наважувалися говорити». Марнотратство сановників і політичні інтриги євнухів не мали меж. Яни контролювали всі державні фінанси та вершили цензуру, сама «дорогоцінна наложниця» особисто контролювала карбування монет, а чесні чиновники, щоб прогодуватись, змушені були власноручно обробляти землю. |

Приблизно в той же час Китай зазнав інших військових невдач від арабів у Талаській битві. Серія стихійних лих, включаючи посуху, сильні шторми та повені, що спричинили страшні страждання серед китайського народу, сприймалася як ознаки того, що Небо було незадоволене Імператором.
Але незадоволеним було не лише небо: генералітет імперії, переважно некитайський за походженням, також засуджував політичну верхівку імперії. Тому, коли Ань Лушань наприкінці 755 року в містечку Юйянь, в провінції Хебей, під гуркіт барабанів, стверджуючи, що він отримав таємний наказ від імператора позбутися Ян Го-чжуна, повернув свою загартовану армію на центральні території і рушив на Лоян, східну столицю Тан, жодна із шести танських армій, розміщених навколо столиці, не виступила на придушення заколоту. Уряд відповів на повстання стратою сина Ань Лушаня, який жив в Чан'ані і відправленням на придушення заколоту двох армій — однієї чисельністю в 60 тис. чоловік, а іншої — в 110 тис. чоловік. Обидві армії були розбиті.
Протягом місяця «Ань Лушань захопив Східну столицю, коли мав лише 50 тисяч солдатів».
Далі Лушань вирушив захопити головну столицю імперії та решту півдня Китаю, перш ніж сили Тан зможуть відновитись. Однак похід на східний Китай погано розпочався для Ань Лушаня; хоча його армія була чисельна, вона не змогла взяти під свій контроль район Суйян. Війська Лушаня були заблоковані перед головною імперською столицею в Чан'ані вірними військами, розміщеними на неприступних оборонних позиціях у проміжних гірських перевалах Хуанхе. Протягом шести місяців повстанці не мали можливості просунутися вперед. Проте Ян Го-чжун зробив надзвичайно безглузде військове рішення: наказав військам полишити оборонні позиції і вийти на зустріч війську противника. Їх знесли, а дорога до столиці тепер була відкритою. У 756 р. заколотники захопили Чан'ань, вирізавши мало не всіх його мешканців: решта городян розбіглася хто-куди. Побачивши загрозу для Чан'аня, Сюань-цзун втік до Сичуаня (Південно-Західний Китай) з фавориткою і 10-тисячною свитою. По дорозі війська охорони Сюань-цзуна вимагали смерті Ян Го-чжуна і його двоюрідної сестри Ян-гуфей, яку вони вважали відповідальною за політичні потрясіння в Китаї. Оскільки армія опинилася на межі заколоту, імператору нічого не залишалося, як погодитися, наказавши стратити Ян Го-чжуна. Ненависну всім Ян-гуйфей задушили у буддійському монастирі. Весь рід Янів вирізали, а Сюань-цзуна примусили зректися престолу. «Сином Неба» став Лі Хен (Су-цзун, 756—761), а військовим міністром став досвідчений генерал Го Цзиі, який одразу почав боротьбу з повстанцями.
Хоча військо Ань Лушаня окупувало Чан'ань, він сам залишився позаду в Лояні, де на початку місячного року (756 р.) проголосив себе імператором нової династії Велика Янь (кит.: 大 燕 燕). Імперським силам допомогли внутрішні незгоди в новоствореній династії. На той час Ань Лушань серйозно хворів (припускають, що це був діабет). Він втратив зір і від цього зробився дратівливим і жорстоким. Він ображав, бив, а іноді навіть страчував своїх підлеглих за найменший прояв самостійності, за що в 757 р. його зарізав власний син Ан Цинсю.
Повстання затягнулося на кілька років спочатку під керівництвом Ан Цинсю, потім під колишнім підлеглим Ши Симіном, потім за сином Ши Симіна Ши Чаої. Нарешті в 763 р., покінчивши життя самогубством, Ши Чаої офіційно поклав кінець повстанню. Важливу роль у розгромі повстанців зіграли контингенти, надіслані уйгурами, які були союзниками танських військ (вони аж двічі направляли свої війська для придушення повстання). Також, на кінець повстання стало ясно, що нова династія буде недовгою, тому генерали і солдати почали перебігати до армії Тан.

## Наслідки та значення повстання
Безсумнівно, повстання Ань Лушаня, яке тривало з 755 по 763 р., було найбільш травматичною подією, яка вразила китайську династію Тан (618—907). Цей зрив у цивільно-військових відносинах принизив колись гордий правлячий дім і спричинив страждання колишньої мирної та процвітаючої імперії через сім років розбурханої громадянської війни. Незважаючи на те, що династія Тан відновила контроль над імперією, наслідки повстання залишили слід в історії династії та Китаю. Через ослаблене становище центральної влади суспільство, економіка та уряд почали розвиватися в нових напрямках. Китайське суспільство більше ніколи не повернулося до свого попереднього ладу.
Повстання Ань Лушаня вважається початком краху династії Тан. Держава збанкрутіла. Урядова система зламалася. Якщо до заколоту під податковим контролем уряду перебувало ще 9,7 млн дворів, то після смути їх залишилось лише 3 млн. «У селах не лишилося жодної цілої хижі; мешканці замість одягу прикривалися листами паперу для письма». Податки зросли на 90 %.
Повстання Ань Лушаня зробило династію Тан надто залежною від доброї волі губернаторів провінцій та військових командирів. Економічний контроль династії Тан в північно-східному регіоні став періодичним, імператор став лише маріонеткою. Позичивши війська у сусідніх племен для придушення повстання, династія Тан знизила свій престиж в очах варварів, які врешті-решт знову розпочали набіги на поселення Тан.
Повстання охопило правління трьох імператорів, починаючи з правління Сюань-цзуна і закінчуючи під час правління Дай-цзуна. Кількість загиблих та зниклих безвісти, включаючи тих, хто помер не лише внаслідок воєнних подій, а й голоду та терору, оцінюється у тридцять шість мільйонів або дві третини від загальної кількості населення в податкових списках на той час. Руйнування та катастрофи, що відбулися за сім років повстання, ознаменували кінець найяскравішого періоду династії Тан.
Проте, після своєї смерті Ань Лушань став об'єктом культу на північно-східному кордоні серед некитайських солдатів, які становили основну частину армії і чиї прагнення він символізував. І навпаки, некитайський, «варварський» характер повстання вплинув на активізацію ксенофобських настроїв китайців, що дедалі частіше характеризували другу половину династії Тан, на відміну від сприйнятливих установок першої половини.